# Nikólaos Sofianós
Nikólaos Sofianós o Nikolaos Sophianos (en griego Νικόλαος Σοφιανός) fue un humanista, gramático y cartógrafo griego del Renacimiento. Nació en Corfú hacia 1500 y murió en Venecia después de 1551. Se le conoce sobre todo por ser el primer autor conocido de una gramática del griego moderno y por su mapa de la península griega, uno de los más completos y utilizados del siglo XVI. Algunos autores le han considerado, además, el padre de la traductología griega.

## Biografía

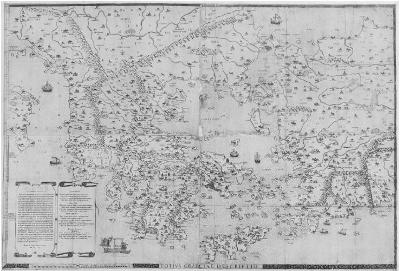
Totius Graeciae Descriptio.

Nació en una familia de la nobleza local de Corfú, entonces parte de la República Veneciana alrededor de 1500. Estudió en el Colegio griego del Quirinal de Roma, cofundado por el erudito griego Jano Lascaris, que fue profesor suyo junto a Arsenio Apostolios. Allí conoció a otros eruditos griegos como Constantínos Rallis, Khristóforos Kontoléos y Matthaíos Deváris.
Mientras vivió en Roma Sofianós consagró gran parte de su tiempo a copiar manuscritos, de los cuales queda un buen número en la Biblioteca Nacional de Francia. Su primera obra conocida es un manual titulado Sobre la fabricación y el uso del astrolabio (Περὶ καταστκευῆς καὶ χρήσεως κρικωτοῦ ἀστρολάβου). Aunque no lleva fecha ni lugar de impresión, debió de editarse antes de 1539. En 1540 se publicó su única obra cartográfica conocida, Descripción de toda la Grecia (Totius Graeciae Descriptio), que se convirtió en uno de los mapas de Grecia más difundidos durante el siglo XVI.
De Roma, Sofianós se mudó a Venecia, donde conoció al español Jacobo Mendoza, que en 1543 le encargó recorrer los monasterios del monte Athos para estudiar y recopilar sus manuscritos. Entre otros, tuvo la suerte de encontrar un ejemplar de Isócrates más completo que el que se había editado hasta entonces. Según Émile Legrand, Sofianós fue el primero en comprender que la lengua griega vulgar era susceptible de perfeccionamiente, y que si se quería llegar al pueblo había que hacerlo en su lengua, no en la de Pericles. Por tanto, se dedicó a traducir textos clásicos, especialmente sobre educación, al griego moderno, para lo que fundó una imprenta en Venecia, de la que sólo conocemos la edición de una obra, titulada Reloj (Ωρολόγιον).
En su traducción al griego moderno de Sobre la educación de los niños (Περὶ παιδῶν αγωγής), de Plutarco, Sofianós incluye un prólogo (dedicado a Dionisio, obispo de Milopótamos y Quersoneso) en el que, por primera vez en la tradición griega se considera «el cómo y el por qué» de la traducción. Su principal preocupación era la traducción como un medio de educadión y, por consiguente, en el uso de un lenguaje que pusiera en énfasis en la naturalidad de la lengua de llegada a fin de facilitar la comprensión del lector. Hacia 1550 compiló la que probablemente es su obra capital, la Gramática de la lengua común de los griegos (Γραμματικὴ τῆς κοινῆς τῶν Ἑλλήνων Γλώσσης), que sin embargo permaneció inédita hasta 1870. Aunque en el epílogo de la gramática Sofianós explica sus ideas sobre la educación en lengua vernácula y sus planes de seguir compilando obras didácticas, no se le conoce ninguna obra posterior, por lo que su muerte suele fecharse alrededor de 1550.

## Obras conocidas
- «Sobre la construcción y el uso del astrolabio» (Περὶ καταστκευῆς καὶ χρήσεως κρικωτοῦ ἀστρολάβου), manual editado antes de 1539.
- «Descripción de toda la Grecia» (Totius Graeciae Descriptio), mapa publicado en 1540.
- «Sobre la educación de los niños» (Περὶ παιδῶν αγωγής), traducción al griego moderno de la obra de Plutarco del mismo nombre.
- «Notas sobre la Geografía de Ptolomeo» (Σημειώσεις εἰς Πτολεμαίου Γεωγραφίαν), que permaneció inédito.
- «Gramática de la lengua común de los griegos» (Γραμματικὴ τῆς κοινῆς τῶν Ἑλλήνων Γλώσσης), compilada alrededor de 1550 e inédita hasta 1870.